# TVR Griffith II
Pour les articles homonymes, voir Griffith.
La TVR Griffith II est une voiture de sport de luxe fabriquée, à partir de 2018, par la marque britannique TVR ressuscitée en 2013 par un groupe d'investisseurs britanniques et l'ingénieur Gordon Murray.

## Présentation
La TVR Griffith II est présentée le 8 septembre 2017 à la presse, à l'occasion des 70 ans de la marque, avant son exposition au Festival Revival de Goodwood en Angleterre.
Après 11 années d'absence, la marque TVR fait son retour avec la nouvelle Griffith et offre une succession aux Griffith 500 des années 1990, Cerbera et Chimaera. La marque TVR ayant disparu en 2006, elle est reprise par un groupe d'investisseurs britanniques en 2013 et confiée à l'ingénieur Gordon Murray, créateur de la McLaren F1 et de plusieurs monoplaces de Formule 1.
Une première production baptisée Launch Edition limitée à 500 exemplaires et richement équipée, construite en fibre de carbone, sera produite à partir du premier trimestre 2019 pour un tarif de 90 000 livres. Les 500 premières voitures, spécialement configurées, ont été réservées par un groupe de clients fidèles appartenant au club « TVR 500 ».
TVR a construit une usine de 20 000 m2 à Ebbw Vale en Galles du Sud pour fabriquer la Griffith à partir de 2018.

## Caractéristiques techniques
La structure de la Griffith est composée de panneaux en fibre de carbone pour la partie basse, qui utilise le procédé iStream développé par Gordon Murray, l'ensemble relié à un châssis tubulaire. C'est l'entreprise Gordon Murray Automotive, créée par Gordon Murray, spécialisée dans la production en série limitée d'automobiles de sport, qui produit le châssis de la Griffith II. Son design s'inspire des TVR Tuscan et Griffith avec une aérodynamique travaillée permettant à la Griffith II de dépasser les 320 km/h. La répartition des masses est de 50/50 et le poids est contenu à 1250 kg.
La Griffith reçoit une boîte de vitesses manuelle à six rapports Tremec Magnum XL ainsi qu'un fond plat.

## Motorisations
Le moteur est un V8 de 5 litres de cylindrée à 4 arbres à cames en tête provenant de chez Ford où il équipe notamment la Ford Mustang VI. Il est remanié par Cosworth et passe ainsi de 421 à 507 ch (500 bhp) sur la Griffith.